# One Against the Wind
One Against the Wind (br: Correndo contra o Vento) é um telefilme estadunidense de 1991, dirigido por Larry Elikann para a rede CBS. No elenco principal estão Judy Davis, Sam Neill, Anthony Higgins, Kate Beckinsale e Christien Anholt. 

## Elenco
- Judy Davis ...Condessa Mary Lindell
- Sam Neill ... Major James Leggatt
- Anthony Higgins ... Capitão SS. Herman Gruber
- Kate Beckinsale ... Barbe Lindell
- Christien Anholt... Maurice Lindell, filho de Mary
- Frank Middlemass... Dubois
- Denholm Elliott  ... Padre Leblanc
- David Ryall  ...Dumont, advogado de Mary
- Peter Cellier... Tribunal Geral
- Mark Wing-Davey  ... Col. Miles Grant, CO de Leggat
- Michael Sapieha  ... Erich Von Stultsberg
- Stevan Rimkus  ... piloto alemão